# Prins Willem Alexanderhaven (Rotterdam)
De Prins Willem Alexanderhaven is een haven in het Eemhaven-gebied in Rotterdam. De haven is eind jaren zestig aangelegd voor de eigen terminal van de container-rederij Sea-Land op het ECT-terrein. Na de verhuizing van Sea-Land naar de Delta-terminal op de Maasvlakte is een deel van het terrein in gebruik gekomen door het bedrijf Interforest Terminal Rotterdam (ITR), een bedrijf gericht op de distributie van Scandinavisch papier.